# Аль-Мутаваккіль аль-Мутаггар бін Ях'я
Аль-Мутаваккіль аль-Мутаггар бін Ях'я бін аль-Муртада (араб. المتوكل على الله المطهر بن يحيى; червень 1217 – 23 червня 1298) – імам Зейдитської держави у Ємені. Був нащадком Ахмада ан-Насіра.